# 武蔵野市立大野田小学校

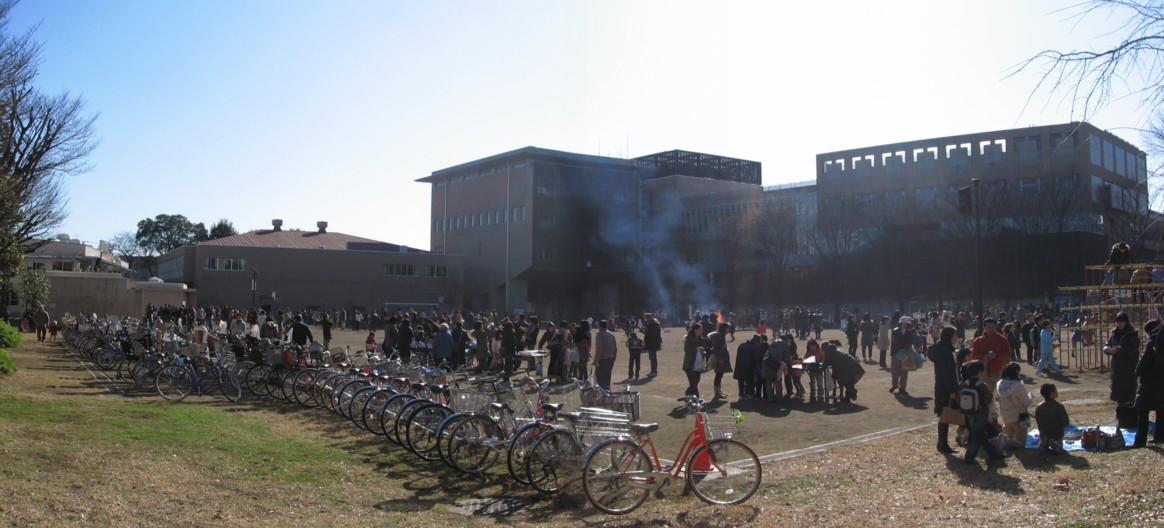
校庭側から見た校舎（左側は体育館）

武蔵野市立大野田小学校（むさしのしりつ おおのでんしょうがっこう）は、東京都武蔵野市にある公立小学校。1951年（昭和26年）に創立された。
教育目標は『深く考える子』『明るく思いやりのある子』『強くたくましい子』の3つである。
現在の校舎は2005年（平成17年）に完成。校門には人の形を表すパブリックアートが設置されている。
大野田小学校の校舎はオープンスペース型教室となっており、他クラスや他学年との交流も可能である。
また太陽光パネルを使用した屋上デッキなどの環境配備も整っている。

## 学校概要
- 学校長：杉浦敬（すぎうらたかし)
- 学級数：27学級（1 - 6年、むらさき学級[1]、いぶき学級[2] 合計）（2018年度）
- 児童数：829(2022年度）

## 沿革
- 1951年3月1日 - 大野田小学校の設置認可が下りる。田野倉正道初代校長が着任。
- 1955年6月6日 - むらさき学級開設。
- 1957年 - 体育館落成。
- 1973年9月 - 2代目校舎（鉄筋コンクリート、地上4階・地下1階）完成。
- 1980年3月24日 - 2代目体育館（現在と同じ）落成。
- 1991年4月1日 - 千川小学校よりいぶき学級を譲り受け開設。
- 2005年3月31日 - 3代目校舎完成。
- 2017年4月 - パブリックアート設置（4月8日に除幕式）。
- 2018年3月 - 増築棟ならびにビオトープ完成[3]。

## 歴代校長
（括弧内は在任期間）
- 初代：田野倉正道（1951年3月 - 1954年3月）
- 第2代：山口俊雄（1954年4月 - 1959年3月）
- 第3代：増尾次郎（1959年4月 - 1961年3月）
- 第4代：船越次郎（1961年4月 - 1967年3月）
- 第5代：森田惣七（1967年4月 - 1971年3月）
- 第6代：坂内勇（1971年4月 - 1975年3月）
- 第7代：宇津木貞雄（1975年4月 - 1978年3月）
- 第8代：奥山喜見男（1978年4月 - 1981年3月）
- 第9代：高野篤人（1981年4月 - 1987年3月）
- 第10代：皆川利一（1987年4月 - 1990年4月）
- 第11代：馬場孝雄（1990年4月 - 1994年3月）
- 第12代：福田惠一（1994年4月 - 1997年3月）
- 第13代：綱保夫（1997年4月 - 1998年3月）
- 第14代：新井茂（1998年4月 - 2001年3月）
- 第15代：小山田穣（2001年4月 - 2004年3月）
- 第16代：白井龍男（2004年4月 - 2008年3月）
- 第17代：田中隆夫（2008年4月 - 2010年3月）
- 第18代：高城栄則（2011年4月 - 2014年3月）
- 第19代：坂西圭子（2014年4月 - 2017年3月）
- 第20代：藤橋義之（2017年4月 -2022年3月 ）
- 第21代:赤羽幸子(2022年4月-2025年3月）
- 現校長:杉浦敬（2025年4月-

## 著名な卒業生
- 菅原孝（歌手・ミュージシャン、ビリーバンバン）
- 菅原進（歌手・ミュージシャン、ビリーバンバン）
- 伊藤蘭（女優、元キャンディーズ）
- 邑上守正（政治家、第5代武蔵野市長）
- 小池晃（医師・政治家、日本共産党中央委員会書記局長）
- 岸谷五朗（俳優・演出家）
- 箕輪はるか（お笑い芸人、ハリセンボン）
- 三竿雄斗（プロサッカー選手、大分トリニータ）
- 三竿健斗（プロサッカー選手、鹿島アントラーズ）
- 宮﨑あおい（女優）
- ひゅうが（渡辺彪雅）（YouTuber、コムドット）

## 交通アクセス
- 三鷹駅（JR中央線）下車
  - 北口より関東バス[4]「緑町住宅」バス停下車徒歩約2分
- 武蔵関駅（西武新宿線）下車
  - 南口より関東バス[5]「緑町住宅」バス停下車徒歩約2分

## 近隣
- 武蔵野市役所
- むさしの市民公園
- 武蔵野緑町パークタウン
- 武蔵野陽和会病院
- 武蔵野中央図書館
- 武蔵野市民文化会館
- 武蔵野市第一浄水場 - 本校に隣接
- 学校給食北町総合調理場 - 本校に隣接
- 武蔵野陸上競技場・総合体育館
- 武蔵野市営プール
- 武蔵野軟式野球場
- 武蔵野庭球場
- むさしのエコreゾート・武蔵野市クリーンセンター
- 吉祥寺保育園
- 武蔵野市立第四中学校 - 本校卒業生の多くが進学している。
- 武蔵野東学園・東小学校
- 味の民芸吉祥寺北町店
- マクドナルドグリーンパーク店